# Rubén Pérez
Pour les articles homonymes, voir Rubén Pérez (homonymie), Pérez et Moreno.
Pérez  Moreno est un nom espagnol. Le premier nom de famille, en général paternel, est Pérez ; le second, en général maternel, souvent omis, est Moreno.
Rubén Pérez Moreno, né le 30 octobre 1981 à Zaldibar, est un coureur cycliste espagnol. Il est professionnel de 2005 à 2013.

## Biographie
Rubén Pérez évolue en 2003 et 2004 dans l'équipe Orbea-Olarra-Consultec, aux côtés notamment de Igor Antón. En 2005, cette équipe devient l'équipe continentale Orbea, réserve de l'équipe ProTour Euskaltel-Euskadi. Au mois de mai, il se classe huitième de la Clásica Memorial Txuma et seizième du GP Llodio. En août, il intègre l'équipe Euskaltel-Euskadi.
En 2006, il participe à son premier grand tour, le Tour d'Espagne. Il prend part au Tour de France l'année suivante. En 2009, il se classe huitième de la Classique de Saint-Sébastien après le déclassement de Carlos Barredo. Il obtient sa première victoire professionnelle en 2010, en gagnant la première étape du Tour de Bavière.
Il arrête sa carrière en fin d'année 2013, avec la dissolution de l'équipe Euskaltel Euskadi.
En 2016, il devient directeur sportif de l'équipe Euskadi Basque Country-Murias. En octobre 2020, il rejoint la formation Burgos-BH comme nouveau directeur sportif.

## Palmarès et classements mondiaux

### Palmarès amateur
- 1997
  - 2e du championnat d'Espagne de cyclo-cross cadets
- 2004
  - Subida a Urraki
  - 3e de la Lazkaoko Proba
  - 3e de la Santikutz Klasika
  - 3e du Circuito Sollube

### Palmarès professionnel
- 2009
  - 8e de la Classique de Saint-Sébastien[n 1]
- 2010
  - 1re étape du Tour de Bavière

### Résultats sur les grands tours

#### Tour de France
7 participations
- 2007 : 50e
- 2008 : 91e
- 2009 : 72e
- 2010 : 95e
- 2011 : 75e
- 2012 : 87e
- 2013 : 139e

#### Tour d'Espagne
4 participations
- 2006 : 69e
- 2008 : 41e
- 2009 : 98e
- 2012 : 75e

### Classements mondiaux
| Année          | 2011 | 2012 | 2013 |
| -------------- | ---- | ---- | ---- |
| UCI World Tour | 200e | 148e | nc   |